# 今諏訪駅
今諏訪駅（いますわえき）は、山梨県中巨摩郡白根町（現・南アルプス市）上今諏訪にあった山梨交通電車線の駅である。

## 概要
開国橋で釜無川を渡り、白根町（現在の南アルプス市）に入った最初の駅で、橋の西詰で県道の南から県道上に併用軌道で乗り上げ（実際には踏切扱い）、北側に出て弓なりに曲がった先にあった。相対式2面2線の駅で交換可能駅であった。当線には交換可能駅がいくつかあったが、日中使用されていたのは当駅であった。
この周辺は「原七郷」と呼ばれ、一面桑畑が続く養蚕地帯として栄えた。しかし一方で井戸を掘ってもなかなか水が出ず川もないなど水利が悪い一帯であり、盆地気候のせいもあって旱魃が起こりやすく、「月夜にも地が焼ける」とまで言われた地域でもあった。
なお当駅には甲斐青柳駅方に側線があり、貨物用のホームがあった。ここに長くデワ1が留置されていたが、末期には使用されることが全くなくなり、最終的には電装品が故障して動くことすら出来なくなって1961年（昭和36年）3月に現地解体された。

## 歴史
- 1930年（昭和5年）5月1日：開業。
- 1962年（昭和37年）7月1日：路線廃止により廃駅。

## 廃線後の状況
他の専用軌道の駅と同様に跡地である道路「廃軌道」上に跡地がある。駅跡は「開国橋西」交差点と「上今諏訪」交差点の中間点、交番と「上今諏訪」バス停のある場所に道路のくぼみとして残されている。ただし近年行われた拡幅工事の影響で、ここの部分の「廃軌道」は大幅に拡張されてしまい、これまでの駅跡地と雰囲気を異にしている。
ここから「廃軌道」は4車線の大通りとなって西に進んで行き、この状況が甲斐飯野駅まで続く。

## 隣の駅
山梨交通
電車線
農林高校前駅 - 今諏訪駅 - 西野駅